# Maria Haglund
Inger Anna Maria Haglund (Karlskoga, 6 de mayo de 1972) es una deportista sueca que compitió en piragüismo en la modalidad de aguas tranquilas.
Participó en los Juegos Olímpicos de Barcelona, obteniendo una medalla de bronce en la prueba de K4 500 m. Ganó seis medallas en el Campeonato Mundial de Piragüismo entre los años 1991 y 1998, y una medalla en el Campeonato Mundial de Piragüismo en Maratón de 1996.

## Palmarés internacional

### Piragüismo en aguas tranquilas
| Juegos Olímpicos   | Juegos Olímpicos          | Juegos Olímpicos  | Juegos Olímpicos |
| Año                | Lugar                     | Medalla           | Competición      |
| ------------------ | ------------------------- | ----------------- | ---------------- |
| 1992               | Barcelona (España)        | Medalla de bronce | K4 500 m         |
| Campeonato Mundial |                           |                   |                  |
| Año                | Lugar                     | Medalla           | Competición      |
| 1991               | París (Francia)           | Medalla de plata  | K2 5000 m        |
| 1993               | Copenhague (Dinamarca)    | Medalla de plata  | K4 500 m         |
| 1994               | Ciudad de México (México) | Medalla de bronce | K4 500 m         |
| 1995               | Duisburgo (Alemania)      | Medalla de bronce | K4 200 m         |
| 1997               | Dartmouth (Canadá)        | Medalla de bronce | K4 200 m         |
| 1998               | Szeged (Hungría)          | Medalla de plata  | K4 200 m         |

### Piragüismo en maratón
| Campeonato Mundial | Campeonato Mundial | Campeonato Mundial | Campeonato Mundial |
| Año                | Lugar              | Medalla            | Competición        |
| ------------------ | ------------------ | ------------------ | ------------------ |
| 1996               | Vaxholm (Suecia)   | Medalla de oro     | K2                 |